# Hans Conon von der Gabelentz
Hans Conon von der Gabelentz (Altenburg, 1807. október 13. – Lemnitz, 1874. szeptember 3.) német nyelvtudós, Georg von der Gabelentz édesapja.

## Élete
Már fiatal korában állami szolgálatba állott. 1848 márciusában részt vett a frankfurti «előparlamentben», ott tagja volt a tizenhetes alkotmánytervező bizottságnak, azután követ lett a szövetségi gyűlésen. 1848 novemberétől 1849 augusztusáig altenburgi miniszterelnök volt, de később ismétlten a közügyek terén működött, s ettől csak 1870-ben vonult egészen vissza. Ganbelentz arra törekedett, hogy mentől szélesebb nyelvismeretek által jusson a nyelv mivoltának helyes megítélésére. Mintegy nyolcvan nyelvet tanulmányozott többé-kevésbé tüzetesen, s körülbelül harmincat dolgozott fel ő először, tudományosan. Triptis melletti birtokán hunyt el.
Löbével együtt kritikai kiadást rendezett Ulfilas gót bibliafordításából, latin fordítással és gót szójegyzékkel és nyelvtannal. Tanulmányokat írt a melanéziai nyelvekről (Lipcse, 1860, 1873) és a szenvedő igéről (1860). Kiadott még több mandzsu munkát, mandzsu-német szótárral. Azonkívül történeti értekezéseket is írt.

## Főbb munkái
- Éléments de la grammaire mandchoue (Altenb. 1833)
- Mongol tanulmányok a Zeitschrift für die Kunde des Morgenlandes c. folyóiratban (1837 stb.)
- Grammatik der mordwinischen Sprache (uo., 2. kötet)
- Grundzüge der syrjänischen Gramm. (Altenb. 1841)
- A szamojéd nyelvről (Zeitschrift der Deutschen Morgenländischen Gesellschaft, 5. köt. 1850)